# Empoascanara singhi
Empoascanara singhi är en insektsart som beskrevs av Irena Dworakowska 1980. Empoascanara singhi ingår i släktet Empoascanara och familjen dvärgstritar. Inga underarter finns listade i Catalogue of Life.